# Min Clara Kim
Min Clara Kim (* 3. April 1966 in Seoul, Südkorea als Kim Min-seon) ist eine deutsche Malerin.

## Leben und Werk
Min Clara Kim schloss zunächst ein Kunststudium an der Hong-Ik-Universität in Seoul ab, bevor sie nach Deutschland übersiedelte, wo sie 1994 an der Kunstakademie Münster in der Malklasse von Hermann-Josef Kuhna ein Studium der Malerei begann, welches sie 2001 mit dem Akademiebrief abschloss. 1998 wurde sie Meisterschülerin von Hermann-Josef Kuhna. 1999 erhielt sie ein Reisestipendium der Kunstakademie Münster nach Wien. 2002 wurde sie mit dem Kunstpreis der Deutschen Volksbanken und Raiffeisenbanken ausgezeichnet.
In Min Clara Kims gegenständlichen Bildern wird in der Regel ein einzelner Gegenstand oder eine einzelne Person in den Bildmittelpunkt gestellt, umgeben oft nur von einem weißen oder wenig differenzierten Umraum. Ihre Motive entstammen häufig dem ostasiatischen Formenschatz, werden aber in der Manier und in profunder Kenntnis westlicher Ölmalerei ausformuliert. „Ihre Bilder changieren zwischen einer präzisionistischen Feinmalerei, mit Wurzeln zurück bis zur Renaissance, und koreanischen floralen Mustern, eingehüllt in den Atem östlicher Kontemplation. Diese Bilder vereinen das trompe l'œil westlicher Stillleben mit dem Reiz östlicher Ornamentik und den weißen Gründen der Tuschmalerei in einer fast traumwandlerischen Sicherheit des Zusammenklangs [...]“ Die realitätsnahe Darstellung kann leicht mit einem Fotorealismus verwechselt werden. Kim malt ihre Sujets jedoch nicht nach dem Modell ab, sondern empfindet sie nach. „Schichtungen und Faltungen sind korrekt nach den Regeln des plastischen Scheins gebauscht und verkantet[...]“. Dabei rechnet und spielt sie mit den Seherfahrungen des Betrachters und forscht so gleichzeitig nach einer universellen Formensprache.
Min Clara Kim lebt und arbeitet in Düsseldorf, wo sie ein Atelier mit dem Maler Hugo Boguslawski betreibt.
Sie gehört zu den Gründungsmitgliedern der Künstlergruppe RheinBrücke. Seit 2005 besitzt sie die deutsche Staatsbürgerschaft und führt den Namen Clara als zweiten Vornamen.

## Ausstellungen (Auswahl)
- 1998 "150 Jahre Bürgerliche Revolution", Kunstverein Coburg
- 1999 "In Westfälischen Schlössern 99", Haus Opherdicke, Unna
- 2001 Galerie Niepel bei Morawitz, Düsseldorf
- 2001 Galerie Steinrötter, Münster
- 2002 Kunst-Werke Berlin, Institute for Contemporary Art, Berlin
- 2002 Kunstverein Marburg
- 2002 Galerie AO, Emsdetten
- 2003 Galerie Niepel bei Morawitz, Düsseldorf
- 2003 Galerie Schwind, Frankfurt am Main
- 2003 "Darmstädter Sezession", Darmstadt
- 2003 "25 internationale Drachen", Kunstverein Worms
- 2004 Galerie Blau, Palma de Mallorca, Spanien
- 2004 "Malereiforum", Kunsthalle Recklinghausen
- 2005 Galerie Niepel bei Morawitz, Düsseldorf
- 2005 XIV. Deutsche Internationale Grafik-Triennale Frechen, Kunstverein zu Frechen
- 2005 Galerie Heidi Borutta, Recklinghausen
- 2006 Kunstverein Erlangen
- 2006 Galerie Kunsttachometer Theofilos Klonaris, Palma de Mallorca, Spanien
- 2007 Galerie 48, Saarbrücken
- 2007 Galerie Noack, Mönchengladbach
- 2008 "RheinBrücke", cubus Kunsthalle, Duisburg
- 2009 "Figurative Kunst aus Korea", Die Galerie, Frankfurt am Main
- 2009 Kunstverein Sulzbach (mit der Künstlergruppe RheinBrücke)
- 2009 Kunstverein Oberhausen, "Kunstsommer 2009" (mit der Künstlergruppe RheinBrücke)
- 2009 "rhein gegenständlich", cubus kunsthalle, Duisburg (mit der Künstlergruppe RheinBrücke)
- 2010 Kunstverein Frechen (mit der Künstlergruppe RheinBrücke)
- 2010 Driesch & Klonaris, Contemporary Art Palma de Mallorca, Spanien
- 2010 Galerie CP Cerny + Partner, Wiesbaden
- 2011 Städtische Galerie Lippstadt
- 2011 Kunstverein Salzgitter
- 2011 "Menschenbilder", Fränkische Galerie, Kronach
- 2012 Kulturspeicher Oldenburg im Landesmuseum für Kunst und Kulturgeschichte Oldenburg
- 2012 Kunstverein Unna
- 2012 Galerie Essigfabrik, Lübeck
- 2012 Espace des Blancs-Manteaux, Paris, Frankreich
- 2012 "Kunstpreis Wesseling 2012", Kunstverein Wesseling
- 2012 Espace des Blancs-Manteaux, Paris, Frankreich
- 2012 Art.Fair / Galerie Michael Nolte, Münster
- 2012 "Malerei 12", Kunstverein Gelsenkirchen
- 2013 Kulturbahnhof Kreuztal
- 2013 Galería Simon Nolte, Porto Colom, Mallorca, Spanien
- 2013 Kunstverein Virtuell-Visuell, Dorsten
- 2013 Galerie Cerny + Partner, Wiesbaden
- 2013 ART Karlsruhe / Galerie Cerny + Partner, Wiesbaden
- 2014 Galerie le cœur, Köln
- 2014 Galerie Art-Eck, Solingen
- 2014 Kölner Liste, Galerie Cerny + Partner, Wiesbaden
- 2014 "Sommerfrische", Galerie Hovestadt, Nottuln
- 2014 Galerie le cœur, Köln